# Barkócháza
Barkócháza (1899-ig Orosz-Volova, szlovákul: Ruská Volová, ukránul: Ruszkij Volovij) község Szlovákiában, az Eperjesi kerület Szinnai járásában.

## Fekvése
Szinnától 27 km-re délkeletre, a Vihorlát és a Keleti-Beszkidek közötti völgyben fekszik.

## Története
1609-ben említik először írásos dokumentumban. Magyar nevét egykori birtokosairól, a Barkóczyakról kapta.
A 18. század végén Vályi András így ír róla: „Orosz Volova. Orosz falu Zemplén Várm. földes Ura Gr. Barkóczy Uraság, lakosai görögkatolikusok, fekszik n. k. Brezovetzhez 3/4, n. ny. Klenovához 1/2 órányira; határja 2 nyomásbéli, leginkább zabot terem, középszerűen kevés gabonát, árpát, kölest, tatárkát, és krompélyt, hegyes, vőlgyes, egy kis részében térséges, sárga agyagos, kavitstsal elegyes a’ földgye, erdeje elég, szénája bőven van, piatza Ungváron, és Homonnán van.”
Fényes Elek 1851-ben kiadott geográfiai szótárában így ír a faluról: „Volova (Orosz), Zemplén vm. orosz f. Szinna fil. 342 g. kath., 10 zsidó lak. 608 h. szántófölddel, erdővel. Ut. p. Szobráncz.”
Borovszky Samu monográfiasorozatának Zemplén vármegyét tárgyaló része szerint: „Barkóczháza, azelőtt Orosz-Volova. Ruthén kisközség 67 házzal és 429 gör.-kath. lakossal. Postája Ublya, távírója és vasúti állomása Kisberezna. Már a XVI. században a homonnai uradalomhoz tartozott és mindvégig a Drugethek és ezek utódai: a Barkóczyak voltak az urai. Most is gróf Hadik-Barkóczy Endrének van itt nagyobb birtoka. Az itteni gör.-kath. templom 1891-ben épült.”
1920 előtt Zemplén vármegye Szinnai járásához tartozott, majd az újonnan létrehozott csehszlovák államhoz csatolták. 1939 és 1945 között ismét Magyarország része.

## Népessége
| Év:            | 1994. | 2004.    | 2014.    | 2024.    |
| -------------- | ----- | -------- | -------- | -------- |
| Emberek száma: | 162   | 129      | 103      | 74       |
| Eltérés:       |       | -20,37 % | -20,15 % | -28,15 % |

| Év:            | 2023. | 2024.   |
| -------------- | ----- | ------- |
| Emberek száma: | 75    | 74      |
| Eltérés:       |       | -1,33 % |

1910-ben 499, túlnyomórészt ruszin anyanyelvű lakosa volt.
2001-ben 139 lakosából 66 szlovák és 66 ruszin volt.
2011-ben 111 lakosából 84 ruszin és 22 szlovák volt.